# Spiroudome
Lo Spiroudome è un impianto sportivo situato a Charleroi, in Belgio. Ha ospitato le fasi finali di Eurocup dal 2004 al 2008 e nel 2013 di Eurocup.

## Storia
Inaugurato nel 2002, può ospitare 6.300 spettatori. Al suo interno vengono organizzate manifestazioni sportive varie, dal tennis alla pallacanestro, ospitando le partite casalinghe del Spirou BC Charleroi.